# Klettergurt
Als Klettergurt, Anseilgurt, Auffanggurt oder auch Gurt bezeichnet man einen Teil der Persönlichen Schutzausrüstung (PSA Kategorie III), der beim Klettern und Bergsteigen und bei absturzgefährdeten Tätigkeiten im Bergsport am Körper getragen wird. Er stellt beim Anseilen die Verbindung zwischen Mensch und Seil her.
Der Klettergurt dient dazu, die beim Abfangen eines Sturzes auftretenden Belastungen aufzunehmen und auf mehrere Stellen des Körpers zu verteilen, die stabil genug sind, um solche Einwirkungen ohne Verletzungen zu überstehen. Außerdem soll der Klettergurt beim anschließenden Hängen am Seil die Blutzirkulation so wenig wie möglich einschränken. Weiterhin soll er der Person, die ihn trägt, ein Hängen in einer möglichst stabilen Gleichgewichtslage ermöglichen, so dass der Träger auch dann möglichst schmerzfrei und sicher im Gurt hängt, wenn er aufgrund von Bewusstlosigkeit oder einer Verletzung nicht selbständig in der Lage ist, eine entsprechende Position einzunehmen.

## Aufbau
Alle Arten von Klettergurten bestehen aus festem und hoch belastbarem Bandmaterial, das ebenso wie die tragenden Nähte Belastungen standhalten muss, die mindestens dem Doppelten der in der Praxis auftretenden Kräfte entsprechen. Dies sind im Allgemeinen mehrere Kilonewton. Das Gurtmaterial ist an den Stellen, an denen die Kraftübertragung zwischen Gurt und Körper stattfindet, mehrere Zentimeter breit oder mit einer entsprechend breiten Polsterung versehen, um eine gleichmäßige Verteilung der Kraft zu erreichen und ein Einschneiden in den Körper zu vermeiden.
Ein Klettergurt ist normalerweise aus mehreren Schlaufen aufgebaut, die um die Körpermitte sowie um die Beine und/oder Arme gelegt werden. Diese Schlaufen sind in ihrem Umfang verstellbar und damit an die Körpermaße des Trägers anpassbar, damit die auftretenden Kräfte zwischen Körper und Klettergurt sicher übertragen werden können und um zu verhindern, dass der Träger unbeabsichtigt aus dem Gurt rutscht. Weiterhin besteht er aus einer oder mehreren Einbindeschlaufen oder Anseilpunkten, in die das Sicherungsseil entweder direkt eingebunden oder mit einem Karabiner eingehängt wird. Zusätzlich zu den sicherheitsrelevanten Teilen haben die meisten Klettergurte eine oder mehrere Materialschlaufen. Diese dienen dazu, zum Klettern oder Arbeiten benötigte Gegenstände wie Karabinerhaken, Reepschnur oder Werkzeug am Gurt zu befestigen, um sie am Herabfallen zu hindern und sie schnell zur Hand zu haben.
Die zum Klettern und im Arbeitsschutz verwendeten Gurte sind zwar in Aufbau- und Funktionsprinzip gleich; allerdings unterscheiden sie sich in einigen Details, um den unterschiedlichen Anforderungen gerecht zu werden, und müssen unterschiedlichen Normen genügen.

### Gurte zum Klettern und Bergsteigen
Da beim Klettern und Bergsteigen ein total freies Hängen relativ selten ist, spielt die Polsterung je nach Einsatzzweck nur eine untergeordnete Rolle. Stattdessen sind geringes Gewicht und eine uneingeschränkte Bewegungsfreiheit von großer Bedeutung. Die Auswahl reicht hier von leichten, ungepolsterten Gurten für Hochtouren, die weniger als 300 Gramm wiegen, über gut gepolsterte Sportklettergurte bis hin zu Komplettgurten mit und ohne Polsterung.
Speleogurte sind spezielle Klettergurte für die Höhlenforschung. Diese zeichnen sich durch i. d. R. reduziertes Gewicht aus, zudem besitzen sie meist weniger Materialschlaufen, damit diese die sich in den teils engen Höhlengängen nicht am Fels verhaken. Ein weiterer wesentlicher Unterschied zum normalen Klettergurt besteht am Anseilpunkt, der sich tiefer und sehr nah am Körper befindet. Dies unterstützt maßgeblich den Einsatz bei der Einseiltechnik.
Anseilgurte für den Bergsport müssen der Europäischen Norm EN 12277 entsprechen.
Die Norm unterscheidet vier Typen von Gurten, den Komplettgurt (Typ A), den Kleinkörpergurt (Typ B), den Sitzgurt (Typ C) und den Brustgurt (Typ D). Sie schreibt einen statische Belastbarkeit von 15 kN (Typen A und C) bzw. 10 kN (Typ B und D) vor, die mit Hilfe einer Prüfpuppe ermittelt wird, wenn ein Seil an den in der jeweiligen Gebrauchsanleitung angegebenen Anseilpunkten befestigt ist.

### Gurte für den Arbeitsschutz

Piktogramm „Auffanggurt benutzen“ nach DIN EN ISO 7010

Die Gurte für den Arbeitsschutz beim Industrieklettern (nicht aber beim Baumklettern) verfügen meist über einen zweiten Anseilpunkt (Öse) am Rücken, damit das Sicherungsmaterial den Träger nicht beim Arbeiten behindert oder um den Träger daran optimal zu seinem Arbeitsplatz positionieren zu können.
Bei den Gurten für den Arbeitsschutz lassen sich wiederum zwei verschiedene Anforderungsprofile definieren: einerseits für Gurte, die lediglich der Absturzsicherung dienen, andererseits für solche, die zum Arbeiten in hängender Position dienen. Die Gurte zur reinen Absturzsicherung müssen nicht besonders gut gepolstert sein, da hier ähnlich wie bei den Gurten zum Klettern ein behinderungsfreies Arbeiten wichtiger ist als langes Hängen. Da bei seilgestützten Arbeiten üblicherweise dauernd in hängender Position gearbeitet wird und dabei ein unkontrolliertes Stürzen in den Gurt nicht möglich ist, verfügen Gurte für diesen Einsatzzweck über eine sehr gute und breite Polsterung, um ein schmerzfreies Hängen über längere Zeit zu ermöglichen, und über verschiedene Anseilpunkte vorne, hinten und an den Seiten, um eine möglichst exakte Positionierung in den verschiedensten Lagen zu erreichen.
Die Gurte zur Absturzsicherung müssen der Europäischen Norm EN 361 entsprechen. Für die Gurte zur Positionierung, Haltegurte, gilt die Norm EN 358. Gurte, die sowohl als Absturzsicherung als auch zur Positionierung verwendet werden sollen, müssen demnach die Vorgaben beider Normen erfüllen. Relevant in diesem Zusammenhang sind noch die EN 362, Verbindungselemente, EN 363, Auffangsysteme, EN 364, Prüfverfahren, EN 365, Kennzeichnung, EN 813, Sitzgurte.
Die Norm schreibt eine statische Belastbarkeit von 15 bzw. 10 kN entsprechend der Bauart der Öse vor. Die dynamische Leistung wird mit einem Prüftorso von 100 kg bei einer Fallhöhe von 4 m getestet.

## Gurttypen zum Klettern und Bergsteigen

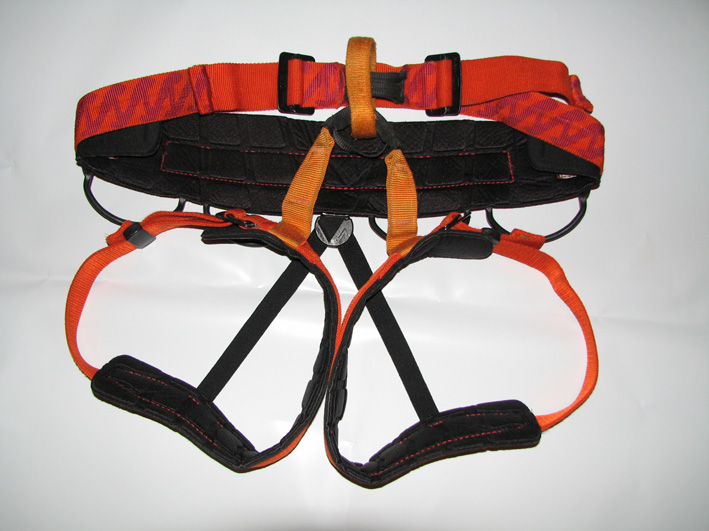
Hüftgurt

Es existieren vier verschiedene Typen von Klettergurten nach EN 12277 mit jeweils bestimmten Vor- und Nachteilen und entsprechend unterschiedlichen Einsatzgebieten.

### Hüftgurt
Der Hüftgurt oder Sitzgurt (EN 12277 Typ C) besteht aus zwei über einen Steg verbundenen Beinschlaufen und einem Bauchgurt. Diese sind über die Bauchgurtöse und den Beinschlaufensteg durch den Sicherungsring verbunden. Am Bauchgurt sind hinten und seitlich Materialschlaufen angebracht, die zum Verstauen von Karabinern und ähnlichem gedacht sind und nicht zum Anseilen genutzt werden dürfen. Zum Anseilen beim Klettern wird das Seil mit einem Knoten oder einem Karabiner so in Bauchgurtöse und Beinschlaufensteg eingebunden, dass es parallel zum Sicherungsring liegt. Manche Hersteller erlauben in ihrer Gebrauchsanweisung auch das Anseilen im Sicherungsring.
Beim Hüftgurt liegt der Anseilpunkt vor dem Körper, ungefähr auf Höhe des Körperschwerpunktes eines normal proportionierten Menschen. Dies ermöglicht ein sehr komfortables Hängen in sitzender Position bei leicht angespannter Bauchmuskulatur, sofern sich der Nutzer bei Bewusstsein befindet.
Ein weiterer Vorteil des Sitzgurtes ist die größere Bewegungsfreiheit des Kletterers, welche für das schwere Sportklettern von Vorteil ist.
Bei einem Hüftgurt ist der Beinschlaufensteg das Hauptverschleißteil. Er ist deshalb regelmäßig zu überprüfen. Stellt man hier einen deutlichen Verschleiß fest, sollte der Gurt ersetzt werden.

#### Risiko Hüftgurt?

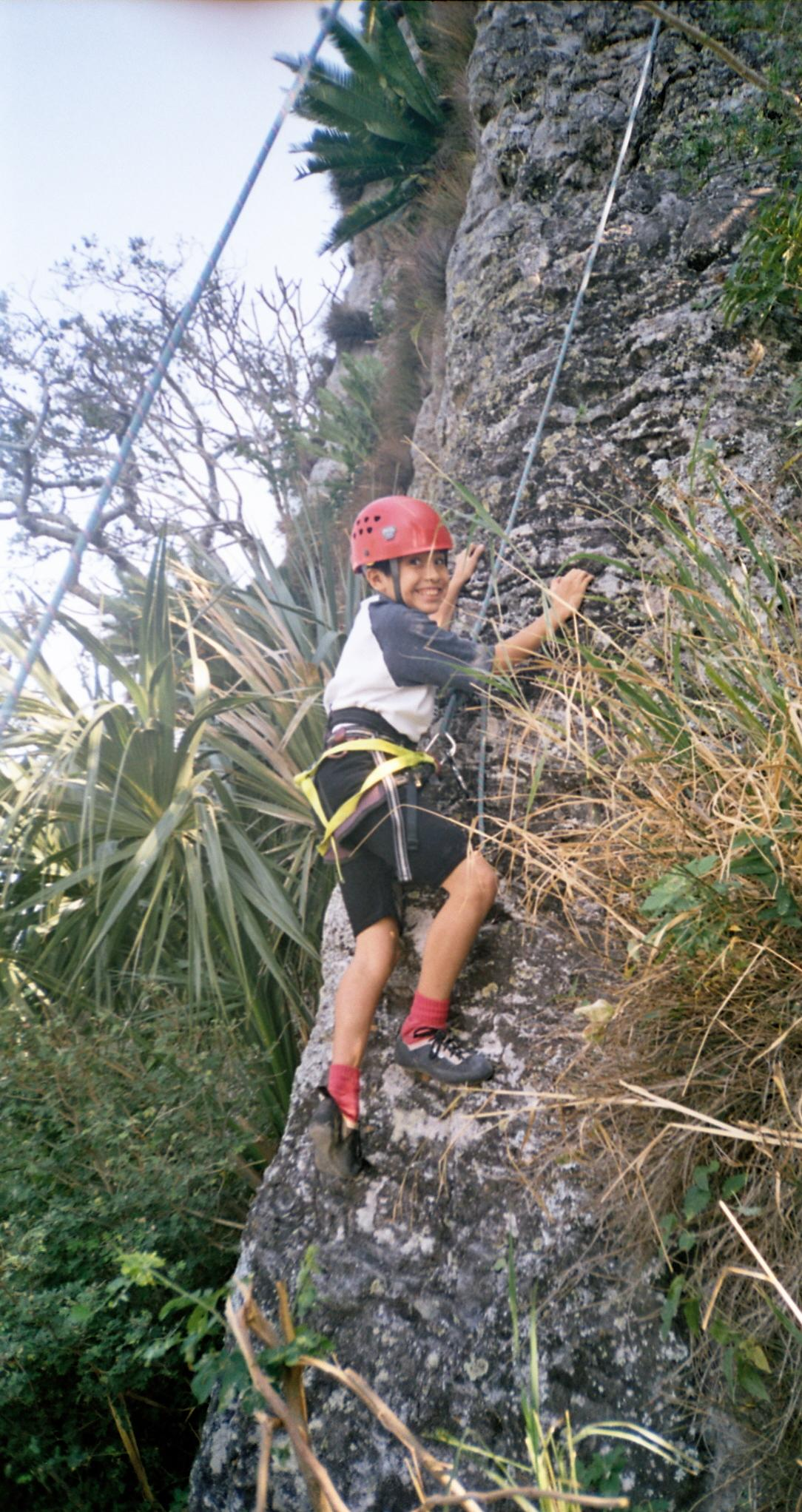
Junge beim Toprope-Klettern mit Hüftgurt

Schon bald nach dem Aufkommen des Sportkletterns und dem dort praktizierten alleinigen Gebrauch des Hüftgurtes begann eine Diskussion über die Sicherheit. Während Sportkletterer Zehntausende von folgenlosen Stürzen absolvierten, publizierten Kritiker ihre Bedenken. Diese Bedenken gipfelten in einer in der Folge heftig diskutierten Aussage von Dietrich Hasse, mit der er den Sportkletterern vorwarf, durch den alleinigen Hüftgurtgebrauch aus Modegründen fahrlässig ihr Leben zu riskieren.
Ist das Anspannen der Bauchmuskulatur, beispielsweise wegen Bewusstlosigkeit, nicht möglich, besteht die Gefahr, dass der ungestützte Oberkörper nach hinten umkippt. Bereits das Hängen in dieser Haltung ist äußerst schmerzhaft und unter Umständen gefährlich. Tritt in dieser Haltung zusätzlich eine Belastung durch einen Fangstoß auf, so kann der Körper im Bereich der Lendenwirbelsäule dabei schwer geschädigt werden. Von den knapp zwei Dutzend tödlichen Unfällen, die Helmut Mägdefrau (1989) zählte, trugen sich allerdings alle im Gebirge zu. In Anbetracht von Hunderttausenden von folgenlosen Sportkletterstürzen schloss Pit Schubert auf ein geringes Risiko beim kurzen Sportklettersturz.
Beim Sportklettern wird aus Gründen der größeren Bewegungsfreiheit und auch aus Bequemlichkeit heute fast ausschließlich mit Hüftgurt geklettert, da hier im Allgemeinen kurze und kontrollierte Stürze auftreten und das Risiko von Bewusstlosigkeit äußerst gering ist. Unfälle durch das alleinige Tragen eines Sitzgurtes sind im Sportklettern vermutlich äußerst selten. Eine Studie von Hohlrieder et al., die das Risiko von sturzbedingten Verletzungen bezüglich der Gurtart untersuchte, konnte keinerlei Unterschiede erkennen. Die Forscher schlossen, dass der Gurttyp keinen Einfluss auf Art oder Schwere von sturzbedingten Verletzungen hat und das Tragen eines alleinigen Sitzgurtes keine zusätzlichen Risiken verursacht.
Besteht hingegen die Gefahr von sehr weiten oder unerwarteten Stürzen, wie dies heute hauptsächlich im (klassisch) alpinen Klettern vorkommt, so ist das Risiko einer Verletzung mit der Kombination Brust- und Sitzgurt sicherlich deutlich kleiner. Wird ein Rucksack getragen, verschiebt sich der Schwerpunkt nach oben, was die Gefahr des Überkippens wahrscheinlicher macht. Zumindest beim Tragen schwerer Rucksäcke kann die zusätzliche Verwendung eines Brustgurts sicherer sein.
Kinder haben vor der Pubertät eine schwach ausgeprägte Hüfte, so dass die Hüftschlaufe über die Hüfte nach unten rutschen kann und dann nicht mehr richtig sitzt. Ferner könnte bei einem Kopfübersturz das Kind aus dem Gurt rutschen, so dass hier ebenfalls ein Kleinkörpergurt oder eine Kombination aus Brust- und Hüftgurt angebracht sein kann.

### Komplettgurt

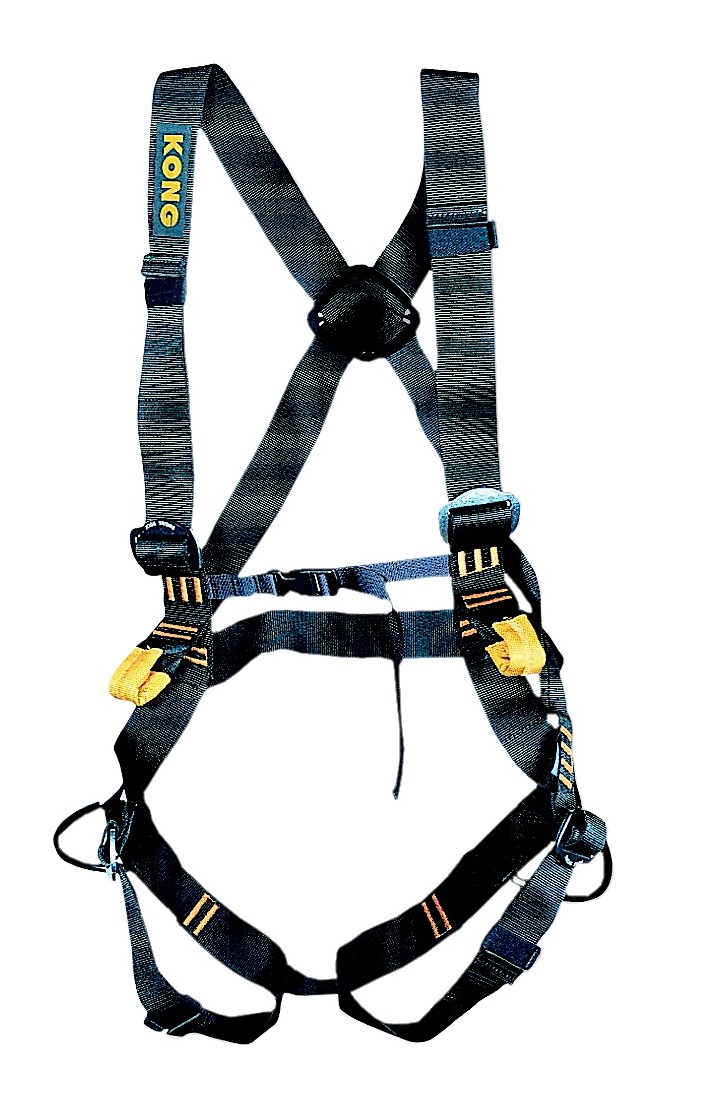
Komplettgurt für Klettersteige

Der Komplettgurt oder Kombigurt (EN 12277 Typ A) umgibt den oberen Teil des Körpers und die Oberschenkel. Dazu besitzt er sowohl Arm- als auch Beinschlaufen und hat zwei relativ hoch liegende Anseilschlaufen im Brustbereich. Komplettgurte sind einfach an- und abzulegen, zum Einbinden werden die beiden Anseilschlaufen mit dem Seil verbunden.
Die Anordnung der Beinschlaufen und der sehr hohe Anseilpunkt ungefähr in der Mitte des Brustkorbes bewirken eine sehr aufrechte Hängeposition, selbst bei Bewusstlosigkeit. In dieser Position ist es aber nur schwer möglich, die Beine zu bewegen und damit die Blutzirkulation in den Beinen aufrechtzuerhalten, was bei längerem Hängen zum Hängetrauma führt. Aus diesem Grund sind Komplettgurte nicht für Tätigkeiten geeignet, bei denen längeres Hängen erforderlich ist.
Komplettgurte werden wegen ihrer einfachen Handhabung häufig von Kindern, Anfängern oder ungeübten Personen getragen und unter anderem im professionellen Erlebnis- und Freizeitbereich (Hochseilgarten) verwendet. Darüber hinaus werden sie bei Klettersteigen in Verbindung mit einem Klettersteigset verwendet.

### Kleinkörpergurt
Der Kleinkörpergurt (EN 12277 Typ B) ist eine Sonderform des Komplettgurts (Typ A), jedoch für Personen mit einem Gewicht bis 40 kg, die eine nicht entwickelte oder nicht ausgeprägte Taille haben; dies sind insbesondere jüngere Kinder.

### Brustgurt
Der Brustgurt (EN 12277 Typ D) ist kein eigenständiger Klettergurt und soll nur in Kombination mit einem Hüftgurt (Typ C) verwendet werden.
Von einer ausschließlichen Brustgurtsicherung wird dringend abgeraten, weil so beim Hängen das gesamte Körpergewicht auf die Achseln übertragen wird. Dies führt zum Hängetrauma mit schwerwiegenden Auswirkungen auf das Herzkreislaufsystem und auf Dauer zum Tod. Außerdem verursacht der Brustgurt in dieser Situation starke Schmerzen. Es ist einer nur im Brustgurt hängenden Person unmöglich, sich selbst aus ihrer Lage zu befreien. Ein Brustbund der aus einem Seil hergestellt wird, findet in Notfällen bei der Feuerwehr Verwendung.
Die heute gebräuchliche Variante des Brustgurts besteht aus einem zur Form einer liegenden 8 (∞) vernähten Stück Bandmaterial. Die beiden „Löcher“ der 8 bilden zwei Armschlaufen. Zum Anlegen des Brustgurtes werden die Arme so durch die Armschlaufen gesteckt, dass die Kreuzungsstelle des Bandes auf dem Rücken liegt. An der Vorderseite ist in jede Armschlaufe eine Anseilschlaufe eingenäht, damit das zum Einbinden verwendete Material nicht an den Armschlaufen entlang verrutschen kann. Die Anseilschlaufen werden beim Einbinden durch ein Seilende oder ein Stück Schlauchband verbunden.
Eine ältere, heutzutage nicht mehr normgerechte, Form ähnelt einem Büstenhalter. Sie besteht aus in Schlaufen gelegtem Seil, wobei die Seilschlaufen nebeneinander liegend vernäht sind, so dass sich ein etwa 5 cm breiter Gurt mit einem Auge an jedem Ende ergibt. Dieser Gurt wird um den Brustkorb gelegt und vorne durch das Seilende oder Schlauchband durch die Augen verschlossen. An diesem Brustring sind zwei Träger angebracht, die über die Schultern gelegt werden und den Brustring gegen Verrutschen sichern. Bei einem Sturz wird die auf den Brustgurt wirkende Belastung nur vom Brustring aufgenommen.
Die aktuelle Form des Brustgurtes bietet mehr Sicherheit im Sturzfall, da der komplette Gurt aus belastbarem Material besteht und damit die Belastung großflächiger auf den oberen Teil des Brustkorbes verteilt als die veraltete Form.

### Kombination Hüft- und Brustgurt
Eine Kombination aus Hüft- und Brustgurt gilt beim Klettern derzeit als die sicherste Variante des Anseilens. Sie wird manchmal auch als Kombigurt bezeichnet, was jedoch leicht zu Verwechslungen mit dem Komplettgurt führen kann.
Für eine Kombination aus Hüft- und Brustgurt werden (außerhalb der SKT) beide mittels eines Stücks Schlauchband verbunden. Dabei wird das Schlauchband einmal zwischen Hüft- und Brustgurt in einen Sackstich oder Achterknoten gelegt, durch die Sicherungsschlaufen des Brustgurtes geführt und oberhalb der Brustgurtschlaufen mittels Bandschlingenknoten geschlossen. Als Anseilpunkt dient nun nicht mehr die Zentralschlaufe des Hüftgurtes, sondern der erstgenannte Knoten oberhalb des Hüftgurtes. Durch diese Technik erhält man einen Anseilpunkt am unteren Rand des Brustkorbes, der beim Tragen eines Rucksacks erforderlich ist. Weiterhin wird dadurch der Oberkörper aufgerichtet und gestützt, so dass auch bei Bewusstlosigkeit ein Hängen in aufrecht sitzender Position möglich ist. Durch die bessere Verteilung der Belastung reduziert die Brust-Hüftgurt-Kombination außerdem das Risiko von Verletzungen im Hüftbereich.
Die Kombination aus Brust- und Hüftgurt soll überall dort verwendet werden, wo mit weiten und/oder unerwarteten Stürzen (beispielsweise Sturz in Gletscherspalten) zu rechnen ist, und immer wenn ein Rucksack getragen wird. Im Sportkletterbereich werden sie hingegen nur selten verwendet, da das An- und Ablegen des Gurtes umständlicher ist und der Einbindepunkt so hoch liegt, dass man beim Sturz unkontrolliert an die Wand prallen würde und sich nicht mit den Händen und Füßen abfangen könnte.

## Verbindung mit dem Seil

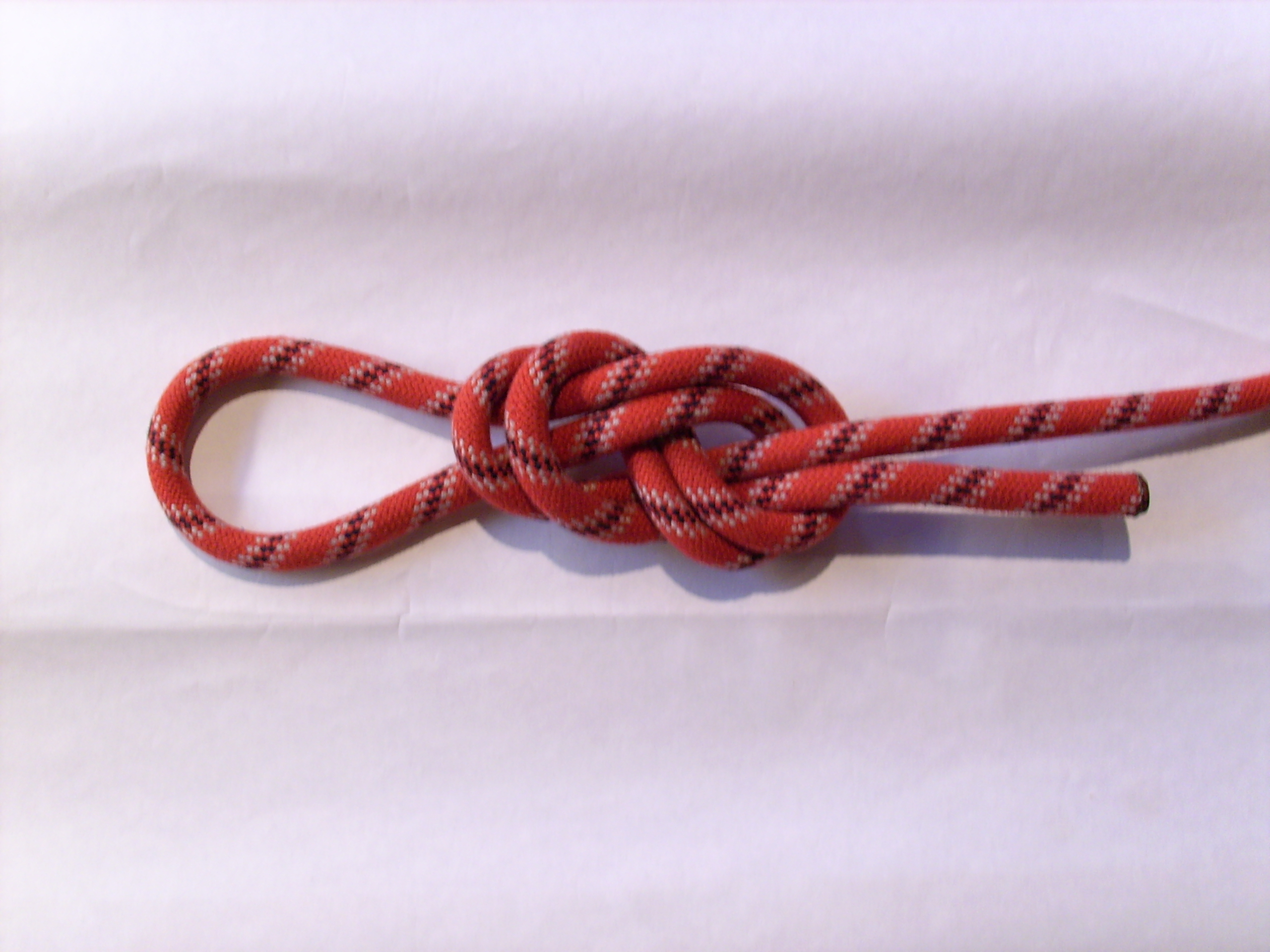
Achterknoten

Beim Anseilen (oder synonym Einbinden) ist darauf zu achten, dass Gurte, die zu Tätigkeiten benutzt werden, bei denen eine Sturzgefahr besteht (beim Klettern beispielsweise beim Vorstieg), immer mit einem Knoten mit dem Seil verbunden werden. Würde die Verbindung mit einem Karabinerhaken erfolgen, könnte der Karabiner, insbesondere wenn er durch Seilbewegungen verrutscht und quer belastet wird, brechen. Eine weitere Gefahr besteht in der Möglichkeit, dass Bewegungen bewirken können, dass sich das Seil aus dem Karabiner aushängt. Auch ein redundantes System mit zwei Safebinern (besonders sichere Schraubkarabiner) genügt den Sicherheitsanforderungen nicht.
Anders ist die Situation beim Toprope-Klettern, da es hier nicht zu weiten Stürzen kommen kann. Hier genügt ein redundantes Anseilen mit zwei gegenläufig eingehängten Schraubkarabinern oder einem Safebiner.
Im Bergsport und im Rettungswesen wird zum Anseilen sehr häufig der gesteckte Achterknoten verwendet. Der entscheidende Vorteil ist, dass er optisch ausgezeichnet auf fehlerfreie Ausführung geprüft werden kann. Ebenfalls geeignet sind doppelter Bulin und Bulin 1.5, die sich nach Belastung besser lösen lassen.
Wegen möglicher Ringbelastung darf keinesfalls ein Palstek (einfacher Bulin) eingesetzt werden. Dieser könnte sich dabei lösen und zum Absturz des Kletterers führen.
Als Sicherungsseil dürfen nur speziell für das Klettern entwickelte dynamische, elastische Seile nach EN 892 verwendet werden. Sie bremsen den Sturz und wandeln die Fallenergie in Dehnung um. Ein Sturz wäre gefährlich, wenn der Kletterer zu schlagartig von einem statischen Seil gestoppt würde. Dies gilt nicht bei der SKT, da dabei mit (halbstatischem) Straffseil geklettert wird.

## Fehlerquellen

### Materialversagen
Bei bestimmungsgemäßer Benutzung ist ein Versagen von Klettergurten nahezu ausgeschlossen. Lediglich wenn bereits eine Vorschädigung durch Abnutzung oder gealtertes Material besteht, kann es zu Materialversagen kommen. Um ein Versagen durch Verschleiß zu vermeiden, wird empfohlen, den Gurt regelmäßig auf Scheuerstellen und beschädigte Nähte zu untersuchen. Zu diesem Zweck hat der Nähfaden der tragenden Nähte eine auffällige Farbe, die sich kontrastreich vom Hintergrund abhebt. Scheuerstellen entstehen am schnellsten beim Steg, der die beiden Beinschlaufen miteinander verbindet.

### Handhabungsfehler
Die absolute Mehrzahl der Unfälle im Zusammenhang mit Klettergurten sind jedoch auf menschliche Fehler oder falsche Handhabung zurückzuführen. Meist geht dem Unfall voraus, dass der Träger des Gurtes beim Anlegen oder Einbinden abgelenkt war und so wichtige Handhabungsschritte nicht ausgeführt hat. Die häufigsten Unfallursachen sind hier (Reihenfolge ohne Wertung):
- Nicht oder unvollständig geschlossene Schnallen am Gurt,
- Anseilen an einer Materialschlaufe, die auf Grund ihrer Dimensionierung bereits bei Belastung mit dem Körpergewicht des Kletterers reißt,
- ein falsch oder unvollständig ausgeführter Anseilknoten, der unter Belastung wieder aufgeht.

Alle diese Fehlerquellen sind durch aufmerksame Handhabung vermeidbar, jedoch werden oder wurden zumindest die beiden ersten durch manche Gurtmodelle begünstigt:
- Einige Hersteller verwenden Gurtschnallen, die zurückgeschlauft werden müssen, d. h. das Gurtband muss, nachdem es durch die Schnalle geführt wurde, um einen der Stege der Schnalle herum und unter dem anderen Steg hindurch zurückgeführt werden. Wird dies nicht gemacht, hält der Gurt zwar einem flüchtigen Belastungstest stand, das Gurtband kann aber bei einer Sturzbelastung oder bei längerem Hängen aus der Schnalle rutschen. Obwohl die Fehlerträchtigkeit dieser Konstruktion bekannt ist und immer wieder von Vorfällen berichtet wird, die nur durch Glück ohne Unfall endeten, werden Gurte mit diesem Verschlusssystem immer noch hergestellt und verkauft. Jedoch versuchen die Gurthersteller durch Markierungen oder Beschriftungen in Signalfarbe, die nur verdeckt werden, wenn das Gurtband richtig eingelegt ist, auf die Gefahrstellen hinzuweisen.
- Manche Gurte haben am Hüftring zusätzlich zur Schnalle einen Klettverschluss, der das Anlegen erleichtern soll, indem er den Hüftring geschlossen in Position hält, während die eigentlich tragende Schnalle geschlossen wird. Wird aus Unachtsamkeit vergessen, die tragende Schnalle zu schließen, ist der Klettverschluss alleine nicht in der Lage, die Belastung durch einen Sturz oder auch nur das Körpergewicht des Benutzers aufzunehmen.
- In der Anfangszeit der Hüftgurte waren die Materialschlaufen aus Gründen der guten Erreichbarkeit seitlich am Gurt angebracht. Nach mehreren Unfällen, bei denen versehentlich an der Materialschlaufe angeseilt worden war, wurden diese aus der Nähe der Anseilschlaufe weiter nach hinten verlegt, so dass sie nicht mehr so leicht mit der Anseilschlaufe verwechselt werden können. Außerdem gibt es Gurte, bei denen auch die Materialschlaufen so dimensioniert sind, dass sie eine Sturzbelastung aufnehmen können. Diese Gurte werden vor allem für Kletterkurse verwendet; wegen der unkomfortablen Handhabung der Materialschlaufen werden sie ansonsten kaum benutzt.